# Навсикая из Долины ветров
«Навсика́я из Доли́ны ветров» (яп. 風の谷のナウシカ Кадзэ но тани но Наусика) (встречается перевод «Науси́ка из Доли́ны ветров») — манга, написанная и проиллюстрированная японским писателем, художником и кинорежиссёром Хаяо Миядзаки. На территории Японии манга издавалась с 1982 по 1994 год и публиковалась в журнале Animage издательства Tokuma Shoten. Перевод на английский язык был осуществлён компанией Viz Media. Сюжет повествует о Навсикае, княжне небольшого королевства в постапокалиптическом мире, которая оказывается вовлечена в войну между другими княжествами, в то время как человечеству угрожает экологическая катастрофа. Отправившись в путешествие, она пытается добиться мира между народами своей планеты, а также мирного сосуществования человечества и природы.
В 1984 году по мотивам манги на студии Top Craft был снят одноимённый полнометражный анимационный фильм. Режиссёром также выступил Миядзаки; «Навсикая из Долины ветров» является его первым анимационным фильмом, созданным в составе, который ляжет в основу студии «Гибли». Музыка к фильму была написана Дзё Хисаиси. В озвучивании персонажей приняли участие Суми Симамото, Горо Ная, Ёдзи Мацуда, Ёсико Сакакибара и Иэмаса Каюми. Фильм был выпущен 11 марта 1984 года. Будучи снятым до основания студии «Гибли», он считается одной из первых работ студии — после выпуска он включался в сборники работ студии, изданные на DVD и Blu-ray. Согласно опросу, проведенному министерством культуры Японии в 2007 году, данное аниме входит в ТОП-50 лучших аниме всех времён.

## Сюжет

### Сеттинг
Действие произведения происходит на Земле и начинается спустя тысячу лет после «семи дней огня» — глобальной войны, уничтожившей индустриальную цивилизацию. Водная и земная оболочки планеты подверглись серьёзному заражению, но человечество выжило. Бо́льшая часть суши оказалась покрыта огромным Лесом, в котором произрастают грибы размером с деревья, разбрасывающие ядовитые споры. Лес населён насекомыми-мутантами, среди которых огромные О́мы (Ому). Люди обитают в небольших поселениях-княжествах, расположенных посреди Леса, и периодически устраивают войны за оставшиеся ресурсы. Утратив технологии изготовления металлов, люди не стали развивать их вновь, и металлы были полностью заменены высокопрочной керамикой, из которой изготавливаются как холодное оружие, так и сложные механизмы и устройства, в том числе танки и летающие объекты. На самой границе Леса находится Долина ветров. Люди Долины поклоняются ветру: он защищает их от ядовитых спор, приводит в движение лопасти бесчисленных мельниц, помогает добывать энергию и чистую воду из глубины земли. Они стараются жить в гармонии с природой и не участвовать в конфликтах других королевств.

### Персонажи
Навсикая (яп. ナウシカ Наусика) — главная героиня, княжна Долины ветров; в манге обладает даром понимать, о чём говорят насекомые; очень добрая, отзывчивая и самоотверженная девушка. В родной долине её уважают за способность принимать неожиданные решения и желание помочь каждому, кто нуждается в помощи. Она единственная сумела разгадать тайну Леса и поведала о ней другим. Также она становится Облачённым в голубое, выполнив древнее пророчество; судьба Облачённого в голубое — спасти людей от гибели и показать им дорогу в зелёные земли.
Сэйю: Суми Симамото
Юпа́ Миральд (яп. ユパ・ミラルダ Юпа Мираруда) — учитель Навсикаи, мудрец и путешественник; известен также, как лучший фехтовальщик во всех окрестных государствах. Посвятил всю свою жизнь разгадке тайны Леса. В манге Юпа умирает от рук людей племени дороков, закрыв собой принцессу Кушану (Ксиана).
Сэйю: Горо Ная
Князь Джиль (яп. ジル Дзиру) — отец Навсикаи, правитель Долины ветров. В прошлом был мудрым правителем и смелым воином, но отравление спорами грибов давно уже приковало его к постели. Убит тольмекийцами (в аниме-версии). В манге — умер своей смертью.
Сэйю: Махито Цудзимура
Асбе́р (яп. アスベル Асубэру) — князь физитов (Города Пэджитей), благородный юноша, брат Ластель; уничтожил почти весь флот принцессы Ксианы (Кушаны), но впоследствии его истребитель был сбит.
Сэйю: Ёдзи Мацуда
Ксяна (яп. クシャナ Кусяна) — командующая военным корпусом тольмекийцев. В аниме желает сжечь Лес и считает, что человек должен быть «господином всего». Умная, хладнокровная и отнюдь не жестокая девушка. Имеет необычную внешность — обе ноги и одна рука, оторванные насекомыми, заменены протезами. Дочь Императора Тольмекии, четвёртая в очереди наследников. Командир Третьей Армии, обожаемая своими солдатами. В манге после событий первого тома становится верным соратником Навсикаи. Каких-либо увечий в манге не имеет.
Сэйю: Ёсико Сакакибара
Курота́ва (яп. クロトワ Куротова) — приближённый Ксяны. В манге — лазутчик, направленный с целью спровоцировать Ксяну на мятеж, но перешедший на её сторону. Талантливый пилот корвета и дальновидный стратег.
Сэйю: Иэмаса Каюми
Мито  (яп. ミト) — начальник стражи во дворце князя Джиля; очень любит Навсикаю и старается всегда защищать её.
Сэйю: Итиро Нагаи
Ласте́ль (яп. ラステル Расутэру) — принцесса физитов (Города Пэджитей); была захвачена в плен тольмекийцами, которые рассчитывали выведать у неё секрет управления Титаном. Была тяжело ранена во время крушения летательного аппарата тольмекийцев на подступах к Долине ветров и умерла на руках Навсикаи; перед смертью просила уничтожить Титана.
Сэйю: Миина Томинага

### Сюжет манги
Навсикая — княжна Долины ветров, государства, расположенного на окраинах королевства Эфталь, которое было уничтожено за 300 лет до начала событий. Главы окраинных государств ныне являются вассалами императора Тольмекии и обязаны помогать ему в ведении войн против соседствующих земель Дорока. Тольмекия обладает крупными военными силами, а Дороки изобрели генетически модифицированную плесень, которую они применяют для сдерживания сил захватчиков. Однако после применения плесень мутирует и распространяется по земле, привлекая насекомых, которые убивают как Дороков, так и жителей Тольмекии (Торумекии). В результате Лес расширяется, уничтожая людей и делая бо́льшую часть земли непригодной для обитания.
Ому и другие лесные насекомые жертвуют собой, чтобы остановить неконтролируемое распространение плесени. Однако Навсикаю тревожит то, что плесень могла быть использована в качестве оружия. После походов в Лес она узнаёт, что на самом деле благодаря ему заражённая земля очищается. Лесные жители, научившиеся жить в гармонии с Лесом, показывают Навсикае образ восстановившейся Земли. Навсикая углубляется в территорию Дорока и обнаруживает тех, кто управлял распространением плесени. Она находит Божественного воина, благодаря которому избегает столкновения с армиями Дорока и Тольмекии.
Впоследствии Навсикая достигает Шувы, священного города Дороков, где входит в склеп — гигантскую монолитную конструкцию, существовавшую ещё до Семи дней огня. Там она узнаёт, что последние учёные индустриальной эпохи предвидели конец своей цивилизации. По этой причине они создали Лес, чтобы очистить землю, изменили человеческие гены, чтобы люди имели возможность справляться с загрязнением, после чего заперли себя в склепе в ожидании того дня, когда смогут возродиться. Однако постоянное манипулирование человечеством с их стороны вступает в противоречие с верой Навсикаи в естественный порядок. Она приказывает Божественному воину уничтожить своих прародителей, чтобы дать человечеству возможность существовать без технологий старого сообщества.

### Сюжет фильма
Княжна Долины ветров Навсикая, передвигаясь на глайдере (Миве), исследует Лес, пытаясь понять его природу. Она общается с его созданиями, в том числе и с гигантскими насекомыми Ому.
Однажды Долину посещает фехтовальщик Юпа, учитель Навсикаи. Той же ночью в Долине терпит крушение грузовой корабль королевства Тольмекия, подвергшийся нападению насекомых. Навсикая пытается спасти раненую принцессу Ластель, однако та умирает, успев попросить Навсикаю уничтожить корабль, на котором находится эмбрион Титана — биооружия, которое учинило «семь дней огня». Навсикае удаётся увести из Долины одного из жуков, оставшихся после крушения.
На следующее утро солдаты Тольмекии, возглавляемые принцессой Ксяной и её помощником Куротовой, совершают нападение на Долину, убивают отца Навсикаи и захватывают эмбрион. Увидев смерть отца, Навсикая приходит в ярость и убивает нескольких тольмекских воинов, однако в ситуацию вмешивается Юпа. Ксяна собирается возродить Титана и с его помощью сжечь Лес, хотя бабушка Навсикаи предупреждает о возможных катастрофических последствиях. Войска Тольмекии улетают, забрав с собой Навсикаю и ещё пятерых человек в качестве заложников. До отправления Юпа обнаруживает тайную комнату Навсикаи, где цветут растения из Леса. Навсикая уверяет, что растения, которые проросли на чистой почве, не ядовиты.
На корабли Ксяны нападает физитский истребитель, который сбивает все корабли, но и сам оказывается подбит. Навсикая, заложники и Ксяна приземляются на территории Леса. Навсикая отправляется на поиски Асбера, пилота истребителя и брата Ластель. Они оба оказываются поглощены зыбучими песками и проваливаются в обширное подземелье под Лесом, свободное от губительных спор. Навсикая понимает, что растения не ядовиты сами по себе, напротив, на самом деле они лишь очищают заражённую почву и воду, после чего становятся ядовитыми.
Навсикая и Асбер возвращаются в Физит и обнаруживают, что королевство опустошено насекомыми. Неподалёку приземляются выжившие жители Физита, которые рассказывают, что намеренно натравили насекомых на жителей Тольмекии и собираются сделать то же самое с Долиной, чтобы не позволить Титану возродиться. Они берут Навсикаю в заложники и оглушают Асбера. Позднее при помощи Асбера и матери Ластель Навсикае удаётся сбежать. Направляясь домой, она обнаруживает группу физитов, которые используют детёныша-личинку Ому, для того чтобы привлечь стаю разъярённых насекомых в Долину. Тольмекские воины пытаются остановить их при помощи танков и Титана, однако тщетно.
Навсикая освобождает детёныша, однако её одежда покрывается кровью Ому. Стая насекомых успокаивается, Ому используют свои золотистые щупальца, чтобы исцелить тело Навсикаи. Она просыпается и начинает танцевать на вершине золотых щупалец, таким образом сбывается предсказание. Ому и тольмекские жители покидают Долину, а физиты остаются в ней и помогают восстановить разрушенные здания. Между тем под землёй начинает расти новое дерево.

### Отличия между мангой и фильмом
Существуют определённые отличия между оригинальной мангой и анимационным фильмом. В процессе адаптации манги сюжет был в значительной степени переработан, он приблизительно соответствует первым двум томам, главы которых на момент съёмок уже были закончены. Так, в сюжете манги фигурирует большее число мест, общественных групп и отдельных персонажей (в частности, в большей степени раскрыты характеры Ксяны и Куротавы), также в манге более чётко прослеживается тема энвайронментализма. Фильм содержит в себе утопические и религиозные взгляды. В манге неоднократно упоминаются политические проблемы Тольмекии, а также конфликт между Ксяной, её отцом и братьями. Эти моменты были признаны создателями слишком сложными и в фильм не вошли. Одно из наиболее существенных отличий — в фильме полностью отсутствуют Дороки.
Согласно сюжету фильма, в начале истории в Долине разбивается тольмекский корабль, экипаж которого взял в заложники Ластель. В манге это корабль физитов-беженцев, который обнаруживают Навсикая и Мито во время полёта над Лесом.
В манге тольмекские корабли, возглавляемые принцессой Ксяной, не атакуют Долину, а приземляются на её окраине. Навсикая требует от них покинуть Долину и вступает в поединок с одним из солдат, однако в дело вмешивается Юпа. Ксяна приносит ему свои извинения и вместе со своими солдатами покидает Долину. Джиль остаётся жив, но позднее умирает от болезни (в фильме его убивают тольмекские солдаты). Ключевое отличие состоит в том, что в манге Долина является вассальным государством Тольмекии, тогда как в фильме Тольмекия изображена как внешний захватчик, преследующий собственные и благородные, по мнению их лидеров, цели.
В манге Навсикая соглашается присоединиться к Тольмекии для совместного участия в войне. После того как Асбер нападает на их флот, Ксяна продолжает двигаться на юг; в фильме она вместе с Навсикаей и Мито покидает корабль, чтобы избежать взрыва. В манге выбравшихся из Леса Навсикаю и Асбера захватывают Дороки, в фильме — выжившие физиты. В сюжете присутствует момент, где ому при помощи золотых щупалец поднимают Навсикаю над собой. В фильме это событие является конечным, а в манге история продолжается.

## История создания

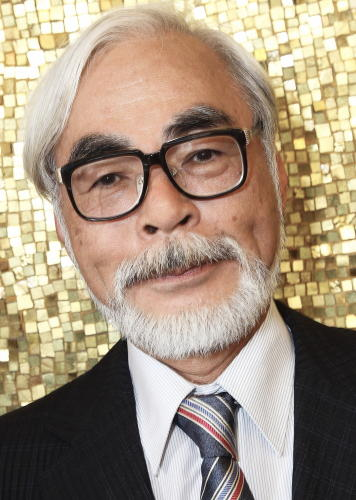
Хаяо Миядзаки — автор манги и режиссёр анимационного фильма о Навсикае

### История создания манги
Свою профессиональную карьеру в анимации Миядзаки начал в 1963 году, когда после окончания университета устроился на работу в студию Toei Animation в качестве фазовщика. Его коллегой, а позднее и другом, стал Исао Такахата, вместе с которым Миядзаки участвовал в работе над мультфильмом Okami Shonen Ken. Первым полнометражным фильмом, который снял Хаяо Миядзаки, стал вышедший в 1979 году «Замок Калиостро». Данный фильм удостоился награды Офудзи Нобуро на церемонии вручения кинопремии «Майнити» в 1979 году. Успех фильма способствовал тому, что редакция Animage связалась с Миядзаки и предложила работать в их компании. Проводя рабочие встречи с редакторами, Миядзаки демонстрировал им свои зарисовки, которые впоследствии хотел задействовать при создании анимационных фильмов. Однако все его идеи касательно фильмов были отвергнуты, и редакция попросила его заняться рисованием манги. Автор, мечтавший о карьере в области комиксов, согласился, предварительно обозначив условие, что манга не будет предназначена для последующей экранизации, а сам он получит свободу действий при работе. Так началось создание манги Nausicaä of the Valley of the Wind. Миядзаки занялся её написанием, так как на тот момент у него не было работы в качестве аниматора, а также и по той причине, что продюсер Тосио Судзуки, в то время работавший редактором журнала Animage, не мог финансировать съёмки анимационных фильмов, которые не были основаны на манге. Когда Миядзаки представил свои наброски и основные зарисовки компании Tokuma Shoten, они были забракованы. Работа над первой главой началась в сентябре 1981 года, однако шла медленно, так как Миядзаки одновременно режиссировал совместный японо-итальянский проект «Великий детектив Холмс». В декабрьском номере Animage 1981 года появилась информация о том, что Миядзаки ещё не полностью завершил первую часть произведения, однако её выпуск начнётся в феврале следующего года. На иллюстрированном объявлении была изображена главная героиня и представлена основная идея произведения. Манга писалась на протяжении 12 лет с перерывами; последняя глава вышла в 1994 году. Уже после завершения публикации Миядзаки рассказывал, что произведение такого объёма можно было бы создать в среднем за 5 лет. Он также сообщил, что не планировал делать мангу настолько длинной и строил сюжетную концепцию таким образом, чтобы произведение можно было завершить в любой момент.
Миядзаки рисовал мангу в формате A4, превышавшем по размеру другие манги того времени. Он не пользовался чернилами, ограничиваясь карандашом. Фредерик Л. Шодт предположил, что страницы произведения больше напоминают французские комиксы, чем мангу. Кроме того, в произведении отсутствуют ярко выраженные «японские» элементы — стиль манги в большей степени напоминает средневековую Европу.
В процессе написания Миядзаки рассматривал несколько имён для главной героини и остановился на имени Навсикая греческой принцессы из поэмы «Одиссея», руководствуясь словарём греческой мифологии Бернарда Эвслина в переводе Минору Кобаяси. При создании Леса на Миядзаки оказали влияние леса острова Якусима и залив Сиваш.

### История создания фильма
После начала выпуска в феврале 1982 года манга достигла успеха. Читатели начали интересоваться, когда манга будет экранизирована. Главный редактор Animage Хидэо Огата предложил создать серию 5-минутных пилотных фильмов, но после обсуждения этого вопроса с Миядзаки проект был отменён. Миядзаки согласился на создание 15-минутной OVA по мотивам своего художественного произведения, однако редакторы Animage и руководитель Tokuma Shoten, посчитав OVA неприбыльным проектом, пытались убедить его заняться съёмками полнометражного фильма. Поначалу Миядзаки отказывался, но позднее всё-таки согласился при условии, что он выступит режиссёром.
На ранних стадиях съёмок к проекту неохотно присоединился Исао Такахата, ставший исполнительным продюсером. На тот момент студия для съёмок выбрана ещё не была. У Tokuma Shoten не было собственной студии, поэтому возникла необходимость искать стороннюю студию. Таковой стала небольшая студия Top Craft, выбранная Миядзаки и Такахатой, которые полагали, что художественный талант сотрудников поспособствует передаче утончённой атмосферы манги в анимационный фильм. Ранее данная студия совместно с американской компанией Rankin-Bass создала несколько анимационных фильмов, среди которых наиболее известны «Хоббит» и «Последний единорог». Работу над фильмом спонсировала рекламная компания Hakuhodo, в которой работал младший брат Миядзаки. Выпуском и распространением должна была заняться компания Toei.
Первый вариант сценария был написан в конце мая 1983 года. Он представлял собой сборник заметок, кратко освещающих содержание каждой сцены. Миядзаки, Такахата и Кадзунори Ито, помогавший в работе над сценарием, определили, что в данном варианте слишком много материала, и в случае его принятия фильм будет длиться около трёх часов. Второй вариант сценария, который и был положен в основу фильма, был написан уже непосредственно Миядзаки. Он испытывал трудности при написании сценария к фильму, так как на тот момент было написано только 16 глав манги. По этой причине он переориентировал сюжет фильма, избрав в качестве одного из основных событий вторжение Тольмекии в Долину ветров, и был вынужден придумать для фильма банальную концовку. В дальнейшем режиссёр отзывался о концовке с пренебрежением. Работа над сценарием заняла 3 месяца.
31 мая 1983 года начался процесс подготовки к съёмкам. Миядзаки создавал фильм под влиянием комиксов своего друга, французского художника Жана «Мёбиуса» Жиро и сделал несколько отсылок к его работам. Создание музыки к фильму Такахата доверил композитору-минималисту Дзё Хисаиси. В дальнейшем Хисаиси писал музыку для многих других фильмов Миядзаки. Озвучивать главную героиню была приглашена сэйю Суми Симамото, чей талант был замечен Миядзаки ещё в период работы над фильмом «Замок Калиостро», где она озвучивала Клариссу.
В августе 1983 года началась работа над анимацией. Дизайн персонажей разрабатывал Кадзуо Комацубара, основываясь на манге Миядзаки. Одним из аниматоров, приглашённых для работы над фильмом, стал Хидэаки Анно, позднее снявший сериал Евангелион. Анно была поручена прорисовка атак Титана, которые, согласно мнению Тосио Судзуки, стали «лучшим моментом в фильме». В связи с напряжённостью работы к проекту присоединилось несколько человек из Animage. При создании фильма были использованы 263 цвета и 56078 отрисованных кадров. Фильм «Навсикая из Долины ветров», на создание которого ушло 9 месяцев, вышел в марте 1984 года. Его бюджет был эквивалентен 1 млн долларов. В фильме сочетаются паропанк и изображение ландшафтов мутировавшей природы.

## Перевод манги
На английский язык манга изначально была переведена Тореном Смитом и Данной Льюис. Первоначально Смит написал статью о фильме Warriors of the Wind (сильно изменённой версии оригинального фильма, выпущенной в США в 80-х гг.) для журнала Starlog, в которой негативно высказался о том, что компания New World Pictures сделала с фильмом Миядзаки. Статья привлекла внимание самого Миядзаки, который пригласил Смита в студию Гибли для встречи. Режиссёр настоял на том, чтобы компания Studio Proteus, принадлежавшая Смиту, занялась написанием английского перевода манги. Смит нанял Дану Льюис для помощи в работе по переводу. Льюис была профессиональным переводчиком и писала для изданий Newsweek, Analog Science Fiction and Fact и Amazing Stories. Для написания текста и ретуширования Смитом был нанят Том Оржеховски.
Studio Proteus осуществила работу по переводу, написанию текста и ретушированию изображения; порядок чтения был изменён на слева-направо, более привычный англоговорящим читателям. Оригинальные диалоги на японском языке были вручную переписаны, изображения звуковых эффектов были заменены на аналогичные английские, под них был подстроен и стиль рисунка. Когда Миядзаки после одного из перерывов возобновил работу над мангой, компанией Viz для завершения произведения были наняты другие люди, в число которых вошли Мэтт Торн и Уэйн Труман.

## Тематика и анализ
На работу Миядзаки оказали влияние такие произведения, как «Земноморье» Урсулы Ле Гуин, «Красавица и чудовище» Жанны Мари Лепренс де Бомон, «Теплица» Брайана Олдиса, «Приход ночи» Айзека Азимова и «Властелин колец» Джона Р. Р. Толкина. Также на автора оказала влияние японская повесть «Принцесса, которая любит насекомых», действие которой разворачивается в период Хэйан и рассказывает о молодой принцессе, которая ношению красивой одежды и поиску мужа предпочла общение с насекомыми. Кроме того, на работу Миядзаки оказал влияние комикс Ричарда Корбена Rowlf, который он намеревался экранизировать, однако получил отказ. Миядзаки изобразил в своём произведении будущее, в котором человеческая жадность привела мир к глобальной катастрофе. Однако люди продолжают совершать те же ошибки, что и до войны, приведшей к опустошению планеты. Имя и характер Навсикаи были придуманы под влиянием поэмы «Одиссея», где аналогичное имя носила феакийская принцесса. Согласно мнению Фредерика Шодта, образ Навсикаи в фильме является типичным изображением в аниме симпатичной молодой девушки. Конец фильма, в отличие от манги, значительно более обнадёживающий, а Навсикая гораздо больше подходит на роль спасителя. Патрик Дрейзен отметил, что Навсикая является противоположностью Ксяны. Ксяна уверена в своей правоте, хотя фактически она причиняет ущерб другим, а Навсикая спасает окружающих от последствий. Вместе с тем обеих героинь можно охарактеризовать японским словом «ясасии» (яп. 優しい, рус. «любезный, мягкий, дружелюбный»).
Хотя существует предположение о связи с произведением Фрэнка Герберта «Дюна», подтверждения этому дано не было, за исключением того, что слово «ому» является послоговым воспроизведением английского worm (рус. червь). Миядзаки упоминал также о заражении бухты Минамата как о событии, в значительной степени повлиявшем на сюжет; он говорил о том, как природа отвечает на заражение окружающей среды и продолжает процветать. Йан Деуиз-Бойд высказывался: «Склонность героини к любви и пониманию, вплоть до самопожертвования, меняют саму природу конфликта вокруг неё и развеивают неверные представления, которые возникли поначалу». Сцены, в которых герои проникают под заражённую землю, были основаны на экранизации романа Жюля Верна «Путешествие к центру Земли», снятой в 1959 году.
Одними из наиболее важных тем произведения являются антивоенная тема, энвайронментализм и пацифизм. Навсикая верит в ценность жизни независимо от её формы и благодаря своим действиям останавливает войну. Дэвид Лоу и Линда Гудхью подчёркивали, что в фильме почти не изображено ничего злого, за исключением алчности, злой воли и наваждений. Страх порождает конфликты, а боязнь заражённого Леса вызывает жадность и недовольство. Навсикая помогает людям понять и научиться уважать природу, которая доброжелательна по отношению к тем, кто мирно с ней сосуществует.

## Издания

### Манга
Манга публиковалась в ежемесячном журнале Animage издательства Tokuma Shoten в период с 1982 по 1994 года, всего было опубликовано 59 глав. Изначально произведение выходило с февраля по ноябрь 1982 года, после чего произошёл первый перерыв, связанный с рабочей поездкой Миядзаки в Европу. Публикация возобновилась в декабре, а в июне 1983 года вновь была прервана из-за работы Миядзаки над анимационным фильмом о Навсикае. Следующее возобновление публикации произошло в августе 1984 года, но в мае 1985 года работа вновь была приостановлена по причине того, что Миядзаки был занят съёмками фильма «Небесный замок Лапута». В декабре 1986 года выпуск был возобновлён в четвёртый раз, а вновь прерван уже в июне 1987 года, когда Миядзаки создавал фильмы «Мой сосед Тоторо» и «Ведьмина служба доставки». Пятое возобновление выпуска манги произошло в апреле 1990 года, но в мае 1991 года, когда режиссёр снимал фильм «Порко Россо», выпуск вновь был прекращён. В мае 1993 года публикация вновь возобновилась и окончательно завершилась в марте 1994 года; последняя глава датирована 28 января 1994 года.
Подвергшиеся небольшим изменениям главы были объединены в семь танкобонов формата B5. Первое издание, включающее в себя 8 глав, вышло 25 сентября 1982 года, а 25 августа 1983 года было переиздано в новой пылезащитной обложке. Одновременно с переизданием вышел и второй танкобон, содержащий главы с 9-й по 14-ю. К моменту съёмок фильма «Навсикая из Долины ветров» было написано в общей сложности 16 глав манги. Последний седьмой том был опубликован 15 января 1995 года. Позднее вся серия манги была переиздана в двух больших томах (Jokan (яп. 上巻 первый том) и Gekan (яп. 下巻 второй том)) в жёстком переплёте и в формате А4; оба тома вышли в свет 30 ноября 1996 года. 31 октября 2003 года вышло ещё одно переиздание, включающее в себя все семь томов.
На английском языке манга публиковалась компанией Viz Media. По состоянию на 2013 год компания выпустила мангу в пяти различных форматах. Публикация произведения на английском языке началась в 1988 году, первые эпизоды сюжета выпускались под заглавием Nausicaä of the Valley of Wind и входили в серию «Viz Select Comics». Данная серия публиковалась до 1996 года, всего вышло 27 номеров. В октябре 1990 года Viz Media начала публиковать мангу под заглавием Viz Graphic Novel, Nausicaä of the Valley of Wind. Всего было издано семь книг данной серии, последняя вышла в январе 1997. Позднее компания переиздала мангу в четырёх томах, которые были названы Nausicaä of the Valley of Wind: Perfect Collection и выходили с октября 1995 года по октябрь 1997 года; общий сборник был выпущен в январе 2000 года. Семитомный сборник манги Nausicaä of the Valley of the Wind был опубликован в 2004 году; в нём был сохранён оригинальный порядок чтения. 6 ноября 2012 года манга была издана в двухтомном бокс-сете.
| № | Японский язык                  | Японский язык      | Английский язык | Английский язык    |
| № | Дата публикации                | ISBN               | Дата публикации | ISBN               |
| --- | ------------------------------ | ------------------ | --------------- | ------------------ |
| 1 | 25 сентября 1982 (1-е издание) |                    |                 |                    |
| - Главы 1-8 |                                |                    |                 |                    |
| 1 | 25 августа 1983 (переиздание)  | ISBN 4-19-773581-2 | 10 марта 2004   | ISBN 1-59116-408-7 |
| - Главы 1-8 |                                |                    |                 |                    |
| В Долине ветров терпит крушение воздушное судно королевства Педжитея с камнем, при помощи которого можно управлять Божественным воином, на борту. Перед смертью принцесса Педжитея передаёт камень Навсикае, чтобы та отдала камень её брату Асберу. На место крушения прибывает Торумекианский корвет с Ксяной, с целью похитить камень. После сражения Навсикаи с солдатом Торумекианской армии корвет улетает, не узнав о местоположении камня. Так как Долина находится под вассалитетом Торумекии, Навсикая снаряжает экспедицию для помощи Ксяне в борьбе с Дороками. Во время полёта в сторону фронта на Торумекианцев нападает истребитель из Педжитея. Истребитель сбивают, но нападавшего, князя Асбера, спасает Навсикая, а затем их обоих пленяют Дороки. Мито удаётся спасти из плена Навсикаю, но Асбер остаётся в плену. |                                |                    |                 |                    |
| 2 | 25 августа 1983                | ISBN 4-19-773582-0 | 31 марта 2004   | ISBN 1-59116-350-1 |
| - Главы 9-14 |                                |                    |                 |                    |
| Дороки, используя приманку, натравливают ому на Торумекианский отряд, который после нападения истребителя обосновался неподалёку. Навсикой удаётся остановить ому и спасти отряд Ксяны, который направляется далее на фронт, в земли Дорока. Навсикая летит вместе с ней с целью найти Асбера. Юпа обнаруживает тайную лабораторию Дорок по созданию смертоносной плесени, там же он находит и спасает Асбера. Улететь им не удаётся, так как их корабль сбивают. |                                |                    |                 |                    |
| 3 | 15 декабря 1984                | ISBN 4-19-775514-7 | 5 мая 2004      | ISBN 1-59116-410-9 |
| - Главы 15-21 |                                |                    |                 |                    |
| Направляясь в земли Дорока, корвет Торумекии попадает под обстрел со стороны Дорок и вынужден приземлиться в пограничной крепости, где обороняется второй полк Торумекианской армии. Ксяна берёт командование гарнизонам на себя и вступает в бой с Дороками, вследствие чего Торумекии удаётся прорвать оборону и разбить армию Дорока. Тем временем, Юпа и Асбер выживают после крушения и находят убежище у жителей Леса. |                                |                    |                 |                    |
| 4 | 1 марта 1987                   | ISBN 4-19-777551-2 | 2 июня 2004     | ISBN 1-59116-352-8 |
| - Главы 22-27 |                                |                    |                 |                    |
| Юпа и Асбер покидают Лес и пешком направляются в сторону Шувы. Мито замечает, как Дороки переправляют Титана по воздуху и старается помешать им, вследствие чего его самого сбивают. Ему удаётся сесть в пустыне, где он встречается с Юпой и Асбером. |                                |                    |                 |                    |
| 5 | 25 мая 1991                    | ISBN 4-19-771061-5 | 30 июня 2004    | ISBN 1-59116-412-5 |
| - Главы 28-35 |                                |                    |                 |                    |
| 6 | 11 ноября 1993                 | ISBN 4-19-773120-5 | 10 августа 2004 | ISBN 1-59116-487-7 |
| - Главы 36-46 |                                |                    |                 |                    |
| 7 | 10 декабря 1994                | ISBN 4-19-770025-3 | 7 сентября 2004 | ISBN 1-59116-355-2 |
| - Главы 47-58 - Окончание |                                |                    |                 |                    |

| №                                    | Японский язык   | Японский язык      | Английский язык | Английский язык    |
| №                                    | Дата публикации | ISBN               | Дата публикации | ISBN               |
| ------------------------------------ | --------------- | ------------------ | --------------- | ------------------ |
| 1                                    | 30 ноября 1996  | ISBN 4-19-860561-0 | 6 ноября 2012   | ISBN 9781421550640 |
| - Главы 1-27 (Тома 1~4)              |                 |                    |                 |                    |
| 2                                    | 30 ноября 1996  | ISBN 4-19-860562-9 | 6 ноября 2012   | ISBN 9781421550640 |
| - Главы 28-58 (Тома 5~7) - Окончание |                 |                    |                 |                    |

### Книги
Было издано несколько книг, связанных с оригинальным произведением. Арт-бук The Art of Nausicaä (яп. ジ・アート・オブ　風の谷のナウシカ Дзи ато Обу кадзэ но тани но наусика) был опубликован Tokuma Shoten 20 июня 1984 года. В него вошла информация о ранних стадиях съёмок фильма и комментарии помощника режиссёра Кадзуёси Катаямы. Другая книга под заглавием Nausicaä of the Valley of the Wind: Watercolor Impressions Art book (яп. 風の谷のナウシカ　宮崎駿水彩画集 Кадзэ но тани но Наусика Миядзаки Хаяо Суисаига-сю) была выпущена той же компанией 5 сентября 1995 года. В неё вошли изображения из цветного издания манги, кадры из фильма, картинки с автографом Хаяо Миядзаки и интервью создателей. 6 ноября 2007 года данная книга была издана Viz Media в переводе на английский язык; существует также перевод арт-бука на французский язык. Также были изданы два бункобона, содержащих сюжетную информацию. Издательство Tokuma Shoten выпустило 4-томную анимангу — тома выходили раз в неделю с 20 ноября по 20 декабря 1990 года. 31 марта 1998 года вышло 2-томное издание данной аниманги, предназначенное для детей.

### Видеоигры
По мотивам манги и фильма было создано три видеоигры. Все они были разработаны компанией Technopolis Soft, которая при содействии Tokuma Shoten также осуществляла их выпуск. Игра Nausicaä in the Nick of Time в жанре shoot 'em up была разработана и издана Technopolis Soft в 1984 году для компьютера NEC PC-6001. В том же году вышла приключенческая игра Nausicaä of the Valley of the Wind. Третьей игрой стала Wasure ji no Nausicaä Game (яп. 忘れじのナウシカ・ゲーム Nausicaä's Forgotten Game) для MSX. Больше игр по фильмам Миядзаки не выпускалось.

### Фильм

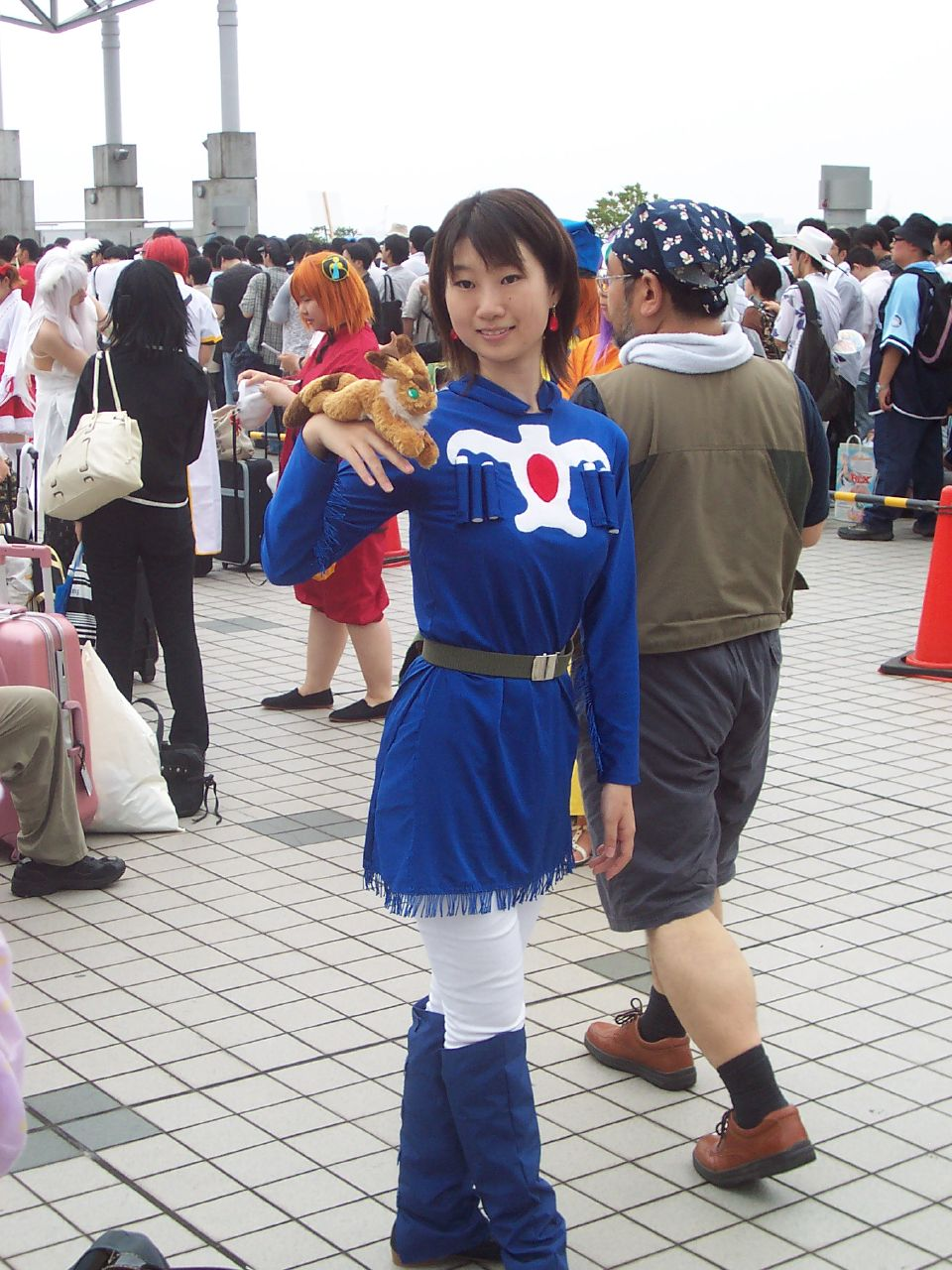
Косплей Наусики

Анимационный фильм «Навсикая из Долины ветров», снятый по мотивам манги, был выпущен компанией Toei Company 11 марта 1984 года. Свою рекомендацию на выпуск фильма дал «Всемирный фонд дикой природы». Хотя он был снят до того, как была создана студия «Гибли», тем не менее он был признан одной из работ студии. Кассовые сборы составили около 1,48 млрд иен, было продано около 914 767 билетов, а прибыль от продаж составила 742 млн иен. В качестве домашнего видео фильм выпускался в форматах Laserdisc, VHS и DVD. Благодаря успеху фильма компания Tokuma Shoten дала разрешение на формирование студии «Гибли». Её руководителем стал Тосио Судзуки. 30 июля 1995 года фильм с субтитрами был продемонстрирован в Институте современного искусства в Лондоне, в 50-ю годовщину атомных бомбардировок Хиросимы и Нагасаки.
Хотя в период съёмок манга не публиковалась, в это время выходила серия заметок о будущем фильме. Заметки обычно включали в себя чёрно-белые изображения из манги и цветные кадры из предстоящего фильма; они также содержали базовую информацию о сюжете и процессе съёмок. 1984 год был объявлен годом Навсикаи, о чём гласила обложка февральского выпуска Animage.
| Персонажи    | Сэйю               |
| ------------ | ------------------ |
| Навсикая     | Суми Симамото      |
| Асбер        | Ёдзи Мацуда        |
| Ксяна        | Ёсико Сакакибара   |
| Учитель Юпа  | Горо Ная           |
| Обаба        | Хисако Кёда        |
| Куротава     | Иэмаса Каюми       |
| Джиль        | Махито Цудзимура   |
| Мито         | Итиро Нагаи        |
| Гол          | Кохэй Мияути       |
| Гикури       | Дзёдзи Янами       |
| Император    | Дзиро Дж. Тахакуси |
| Ластель      | Миина Томинага     |
| Вождь Физита | Макото Тэрада      |
| Мать Ластель | Акико Цубои        |

#### Warriors of the Wind

Обложка видеокассеты Warriors of the Wind.

В США фильм вышел в июне 1985 года под названием Warriors of the wind (рус. «Воины ветра»); его продолжительность составила 95 минут. Данный фильм был показан кабельным телеканалом HBO и позже издан New World Pictures на VHS, сотрудники компании намеревались превратить работу Миядзаки в «мультфильм для детей». По этой причине американская версия фильма была перемонтирована, диалоги, сюжет и имена некоторых персонажей были заменены (например, Навсикая получила имя Зандра). На американской обложке были изображены сцены, которых не было в оригинале, например, поездка на ожившем Титане. Из фильма было вырезано около 20 минут.
Сам Миядзаки был возмущён таким обращением с его фильмом и обратился к американским поклонникам его творчества с просьбой забыть о существовании «Воинов ветра». В дальнейшем любое издание фильмов студии «Гибли» за пределами Японии было ограничено строгими запретами на какой-либо перемонтаж. В частности, когда сопредседатель Miramax Харви Вайнштейн попытался в коммерческих целях внести некоторые сокращения в фильм «Принцесса Мононокэ», один из продюсеров студии «Гибли» переслал ему декоративный меч катана с кратким сообщением: «Никаких правок» (англ. No cuts — букв. «ничего не резать»).

#### Другие выпуски
Полная передублированная версия фильма была выпущена на DVD компанией Buena Vista Home Entertainment 22 февраля 2005 года для региона 1. В издание были также включены японские аудиотреки с английскими субтитрами. Optimum Home Entertainment выпустила фильм для региона 2, а распространением DVD для региона 4 занималась Madman Entertainment. Издание в формате Blu-ray вышло в Японии 14 июля 2010 года; в него вошли звукозаписи из фильма, английский дубляж и английские субтитры. 18 октября 2010 года версия Blu-ray была издана компанией Optimum Home Entertainment. 8 марта 2011 года издание Blu-ray вышло в США и Канаде; его выпустила компания Disney.
Кроме того, «Навсикая из Долины ветров» вышла на Blu-ray в 2014 году, в рамках коллекционного издания «Hayao Miyazaki Collection». Отличие от издания 2010 года заключается в цветокоррекции — отсутствует уклон изображения в розовый оттенок, пониженной яркости, меньшей обрезке картинки по краям в некоторых сценах, а также в несколько уменьшенной зернистости.
На территории Испании были изданы две смонтированные версии фильма, обе под названием Guerreros del Viento (рус. «Воины ветра»); первая вышла в 1987 году, а вторая — в 1991 году. Позднее они вышли во Франции, первая получила название La Princesse des Etoiles (рус. «Принцесса звёзд»), вторая Le vaisseau fantôme (рус. «Корабль-призрак»); полный фильм был выпущен в обычном и ограниченном изданиях 18 апреля 2007 года. В Германии фильм, выпущенный 5 сентября 2005 года, имел название Sternenkrieger (рус. «Звёздные воины»). В 2007 году фильм «Навсикая из Долины ветров» был выпущен на территории Венгрии (венг. Nauszika - A szél harcosai). Выпуск фильма в Корее состоялся 3 марта 2004 года. В Китае фильм был выпущен три раза: первый в формате Video CD, и ещё два на DVD.
DVD-издание фильма на территории России осуществила компания RUSCICO. В настоящее время в продаже имеется два варианта — упрощённое (1-слойный диск, русская звуковая дорожка) и подарочное издание (2-слойный DVD9, изображение 1,78:1 (Wide Screen 16:9), звук Dolby Digital 2.0 русский, японский; субтитры на русском языке, дополнительные материалы (фильм о создании фильма, раскадровки)).

#### Сопутствующие товары
Сразу после выхода фильма выпуск сопутствующих товаров со стороны студии «Гибли» не предпринимался. Однако по прошествии нескольких лет права на выпуск товаров получила компания Bandai, которая начала выпуск фигурок персонажей и моделей летательных аппаратов, показанных в фильме. Также права на выпуск игрушек и моделей получила японская фирма Cominica. Плюшевые игрушки, связанные с фильмом, выпускала компания Sun Arrow.

## Музыка
Музыка к фильму была написана Дзё Хисаиси, а песня Kaze no Tani no Naushika, написанная Харуоми Хосоно и группой Happy End, прозвучала в исполнении Наруми Ясуды.
Список звуковых дорожек «Kaze no Tani no Naushika Saundotorakku»
1. Kaze no Tani no Naushika (Opening)(Nausicaä of the Valley of Wind (Opening)) — 4:39
2. Ohmu no Bousou (An Ohmu Stampede) — 2:35
3. Kaze no Tani (The Valley of Wind) — 3:14
4. Mushi Mezuru Hime (The Princess Who Loves Insects) — 3:12
5. Kushana no Shinryaku (Kushana’s Invasion) — 3:29
6. Sentou (Battle) — 3:11
7. Ohmu to no Kouryuu (Interchange with the Ohmu) — 1:39
8. Fukai nite (In the Sea of Corruption) — 2:33
9. Pejite no Zenmetsu (Annihilation of Pejite) — 3:51
10. Mehve to Korubetto no Tatakai (A Battle Between Mehve and Corvette) — 1:17
11. Yomigaeru Kyoshinhei (The Resurrection of the God Warrior) — 3:29
12. Naushika · Rekuiemu (Nausicaä · Requiem) — 2:55
13. Tori no Hito (Ending) (Bird Person (Ending)) — 3:48

Также было выпущено ещё несколько саундтреков и альбомов, связанных с фильмом:
- Nausicaä of the Valley of Wind: Image Album <Bird Person> (風の谷のナウシカ イメージアルバム 鳥の人), выпущен 25 ноября 1983 года;
- Nausicaä of the Valley of Wind: Symphony <The Legend of Wind> (風の谷のナウシカ シンフォニー 風の伝説), выпущен 25 февраля 1984 года;
- Nausicaä of the Valley of Wind: Soundtrack <Toward the Far Away Land> (風の谷のナウシカ サウンドトラック はるかな地へ), выпущен 25 марта 1984 года;
- Nausicaä of the Valley of Wind: Drama Version <God of Wind> (風の谷のナウシカ・ドラマ編), выпущен 25 апреля 1984 года;
- Nausicaä of the Valley of Wind: Best Collection (風の谷のナウシカ BEST), выпущен 25 ноября 1986 года;
- Nausicaä of the Valley of Wind: Hi-tech Series (風の谷のナウシカ・ハイテックシリーズ), выпущен 25 октября 1989 года;
- Nausicaä of the Valley of Wind: Piano Solo Album <For the Easy Use with Beyer>, выпущен 15 марта 1992 года.

## Отзывы и критика

### Манга
Сразу после выхода в свет манга о Навсикае приобрела значительную популярность у читателей. Продажи манги на территории Японии составили более 10 млн копий, а автор в 1994 году получил награду Японской ассоциации мангак. После выхода фильма продажи манги резко возросли, несмотря на сюжетные отличия между художественными произведениями.
Обозреватель сайта Japanator назвал «Навсикаю» «поразительной мангой», которая заслуживает быть прочитанной независимо от знакомства читателя с творчеством Миядзаки. В манге, по его мнению, задействованы «прекрасные персонажи, чувство приключений, масштабность и потрясающий сюжет».
Майкл Визорек из Ex.org сравнил мангу с «Принцессой Мононокэ», подчеркнув: «В обоих произведениях показаны схватка человека с природой и борьба между людьми, а также результаты войны и жестокости, оказавшие влияние на общество». Визорек оставил противоречивый отзыв о стиле рисунка, сказав: «он хорош потому, что кадры просто красиво выглядят. Он плох потому, что они слишком маленькие».
Джейсон Томпсон назвал мангу такой же мрачной, как и Grave of the Fireflies. Майк Крендол из Anime News Network положительно отозвался о манге, назвав её одной из лучших работ Миядзаки, которые когда-либо были созданы.

### Фильм
Анимационный фильм «Навсикая из Долины ветров», являющийся одной из наиболее известных работ Хаяо Миядзаки, был преимущественно положительно встречен кинокритиками. В 1984 году фильм удостоился награды Anime Grand Prix. Он часто входил в число лучших японских анимационных фильмов и оказал существенное влияние на производство аниме. Так, согласно проведённому министерством культуры Японии в 2007 году опросу, фильм занял второе место среди аниме всех времён; первое место занял «Евангелион», а третье — «Небесный замок Лапута». Успех фильма способствовал созданию студии «Гибли». Кассовые сборы составили 8,9 миллионов долларов.
Критики высказывали мнение, что «Навсикая» является одним из первых мультипликационных фильмов, где внимание зрителя сосредотачивается на проблемах окружающего мира, таких, как деградация окружающей среды и необходимость мирного сосуществования. Среди критиков также бытовало предположение, что фильм имеет слабую связь с мангой. Терон Мартин из Anime News Network похвалил фильм за дизайн персонажей, а также положительно отозвался о режиссуре Миядзаки и музыке Хисаиси. По мнению критика, фильм «заслуживает места в любом списке классических аниме». Патрик Дрейзен назвал фильм первым шедевром Миядзаки. 25 марта 2013 года на презентации Tapestries of Apocalypse: From Angers to 'Nausicaa' and Beyond в Колледже Колорадо профессор Сьюзан Дж. Напьер причислила фильм и, в частности, изображённые в самом начале гобелены к традиционному изображению апокалипсиса в искусстве. Организация Commonsense Media, информирующая родителей о детских художественных произведениях, благоприятно оценила фильм, выделив хорошие образцы для подражания и позитивные диалоги, но также уведомила родителей о драматическом сеттинге и жестоких сценах. По состоянию на июль 2024 года средний рейтинг фильма на сайте Rotten Tomatoes, основанный на 21 рецензии, составил 8.20/10 (90 % критиков дали фильму положительную оценку). Фильм Warriors of the wind получил первый приз на Международном фестивале анимации в Лос-Анджелесе в 1985 году.
Создатель игровой серии Final Fantasy Хиронобу Сакагути в качестве произведений, оказавших влияние на его серию, назвал и мангу, и фильм. В частности, Чокобо были созданы по образу и подобию птиц из фильма. В различных играх присутствуют создания, похожие на Ому: Metal Slug 3, Cyber Core и Viewpoint. В игре Crystalis, известной в Японии под названием God Slayer: Haruka Tenkū no Sonata (яп. ゴッド・スレイヤー はるか天空のソナタ), присутствуют многие элементы из фильма, в том числе и насекомые, напоминающие Ому.

### Награды и номинации
| Год        | Награда              | Категория                                | Номинант                              | Результат |
| ---------- | -------------------- | ---------------------------------------- | ------------------------------------- | --------- |
| 1984       | Anime Grand Prix     | Аниме года                               | «Навсикая из Долины ветров»           | Победа    |
| 1984       | Anime Grand Prix     | Персонаж года                            | Навсикая                              | Победа    |
| 1984       | Anime Grand Prix     | Сэйю года (женщины)                      | Суми Симамото (Навсикая)              | Победа    |
| 1984       | Anime Grand Prix     | Песня года                               | Kaze no Tani no Nausika (Джо Хисаиси) | Номинация |
| 1985       | Fantafestival        | Лучший короткометражный фильм            | Хаяо Миядзаки                         | Победа    |
| 1985       | Kinema Junpo Awards  | Награда «Выбор зрителей» за лучший фильм | Хаяо Миядзаки                         | Победа    |
| 1985       | Кинопремия «Майнити» | Приз имени Нобуро Офудзи                 | Хаяо Миядзаки                         | Победа    |
| Источники: |                      |                                          |                                       |           |

## Культурное влияние
В 2018 французский энтомолог Бруно Мериге открыл на Мадагаскаре новый род богомолов, который назвал Nausicaamantis в честь манги «Навсикая из Долины ветров» и её главной героини, изучающей насекомых. Отдельному виду учёный дал название Nausicaamantis miyazakii, отдав дань уважения автору произведения Хаяо Миядзаки за его неравнодушие к природе и её воспевание в своих произведениях.

## Летательные аппараты

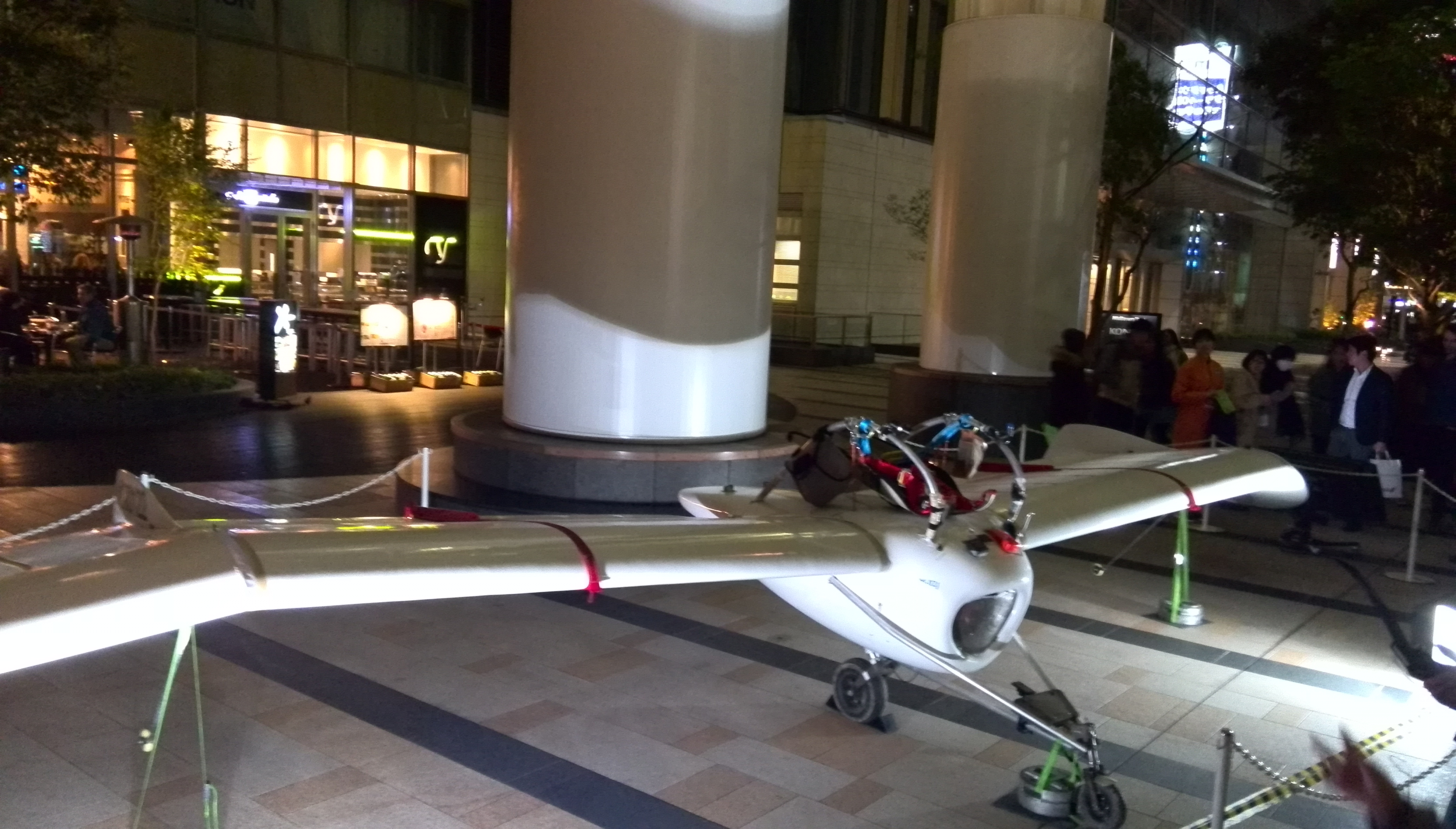
Копия аппарата

В фильме присутствуют различные летательные аппараты. В частности, Навсикая использует для полётов одноместный планёр со складывающимися крыльями. Согласно официальному справочнику к фильму, планёр имеет название «Мёвэ» (яп. メーヴェ Мэ:вэ), что в переводе с немецкого языка означает «чайка». Приблизительный размах крыла составляет 5,8 метров, а вес планёра, согласно дизайнерским заметкам, составляет 12 кг. В 2004 году японской компанией OpenSky была предпринята попытка создать реактивный летательный аппарат, подобный тому, что изображён в фильме. Всего было сконструировано два прототипа под кодовыми названиями M01 и M02. Дизайнер и испытатель не приняли официального одобрения проекта со стороны студии «Гибли» и Миядзаки, мотивировав это нежеланием причинять им проблемы в случае возникновения несчастного случая. 3 сентября 2013 года появилась информация о том, что модель данного летательного аппарата под номером JX0122 смогла подняться в воздух.

## Комментарии
1. ↑  Ранее Миядзаки участвовал в создании аниме Lupin III вместе с Такахатой[13].
2. ↑  Как пояснял сам Миядзаки, перерывы были связаны с тем, что он рисовал мангу только в свободное от работы над анимацией время[26].
3. ↑  Минору Кобаяси (яп. 小林稔 Кобаяси Минору) упомянут на 150 странице японского издания книги Hayao Miyazaki's Watercolor Impressions и на 149 странице её английского издания[30][31][32]. Во французском издании Hayao Miyazaki's Watercolor Impressions и некоторых связанных с произведением сайтах указано имя Ятака Кобаяси[33].
4. ↑  Первый том был опубликован под заглавием Animage Special, Nausicaä of the Valley of the Wind (яп. (アニメージュ増刊 風の谷のナウシカ)[69], а последующие тома публиковались под названием Animage Comics Wide Ban, Nausicaä of the Valley of the Wind  (яп. アニメージュコミックスワイド判　風の谷のナウシカ)[70][71].